# Zhalaūly Köli
Zhalaūly Köli är en saltsjö i Kazakstan.   Den ligger i oblystet Pavlodar, i den nordöstra delen av landet, 260 km nordost om huvudstaden Astana.